# 圣凯瑟琳街

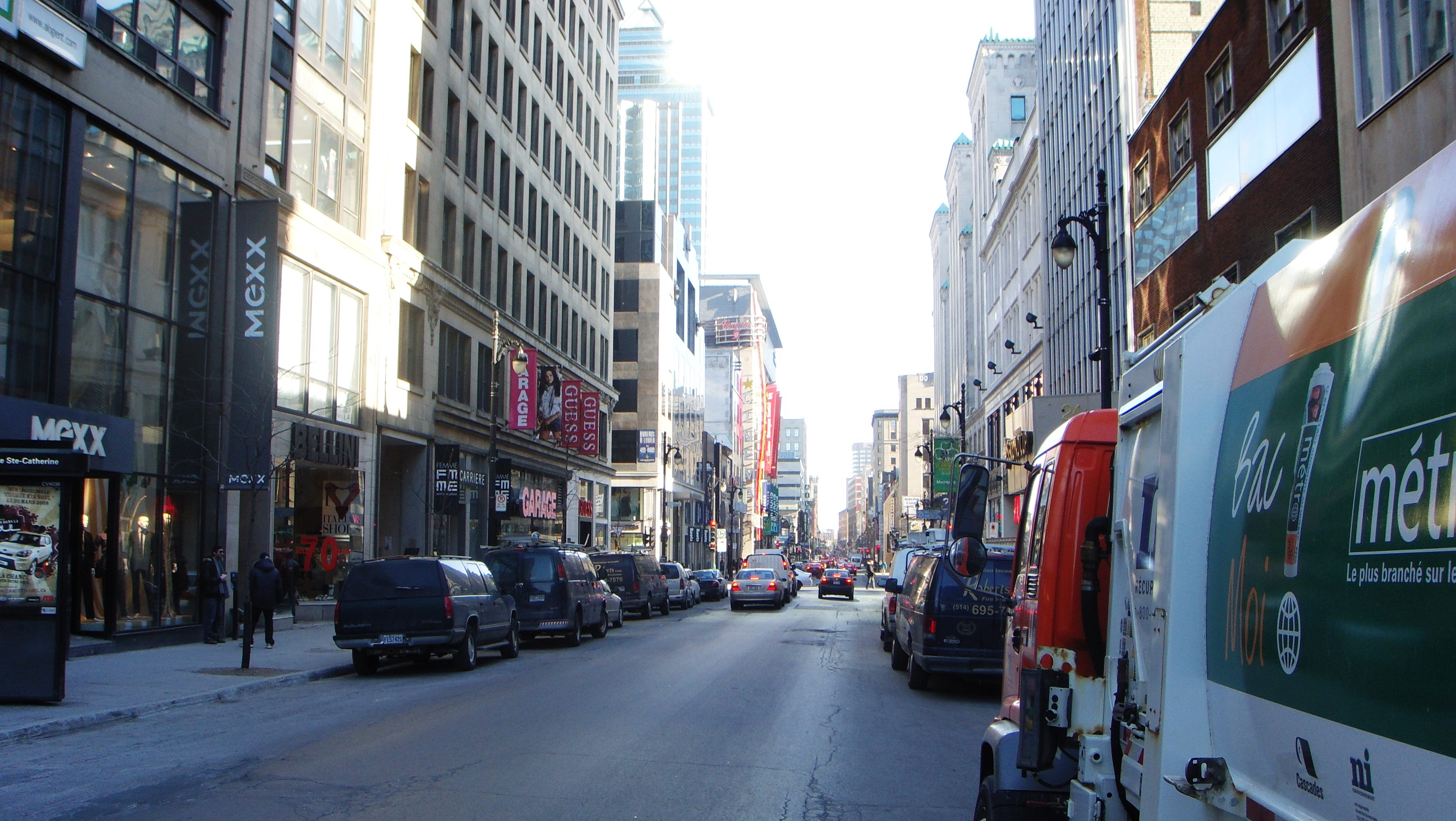
圣凯瑟琳街

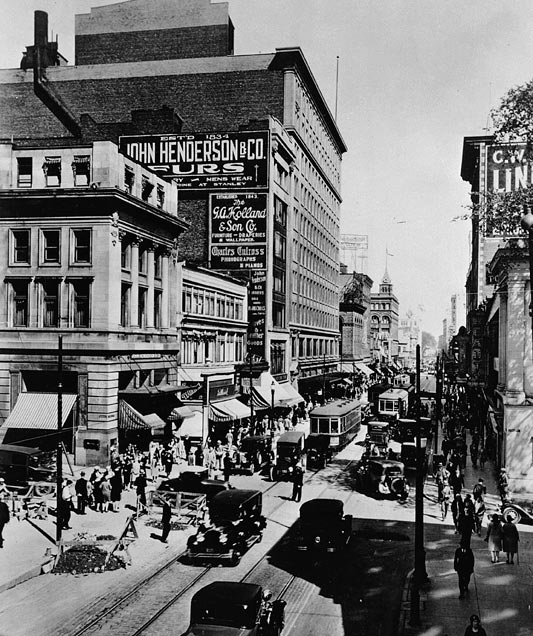
1930年的圣凯瑟琳街

圣凯瑟琳街（法語：Rue Sainte-Catherine）是加拿大魁北克省蒙特利尔市中心的主要商业街，从西到东穿过中央商务区，全长11.5公里，开始于韦斯特蒙市（Westmount）的克莱蒙特大街（avenue Claremont）和迈松纳夫大道（boulevard De Maisonneuve）路口，穿越玛莉亚城（Ville-Marie），结束于圣母街（rue Notre-Dame Est）。
圣凯瑟琳街始建于1801年，平行于蒙特利尔地下城，街北是成片办公塔楼和商场。沿街或在其附近的教育机构包括协和大学、麦吉尔大学、魁北克大学蒙特利尔分校等。 
蒙特利尔地铁绿线沿圣凯瑟琳街兴建。
圣凯瑟琳街曾经拥有蒙特利尔的许多著名百货公司，其中包括伊顿、摩根、辛普森。1960年，哈德逊湾公司收购了摩根，入驻摩根大楼。目前，沿着这条街开设有许多知名的购物中心，如伊顿中心，及许多名牌零售店。在每年7月一个周末，圣凯瑟琳街开办加拿大最大的露天人行道集市。在珍妮-曼切街和圣马克街之间的2公里街道暂时封闭，沿街有现场娱乐表演。据估计，超过30万人在此活动期间前去市中心。
这条街上有基督教会座堂，是加拿大唯一座落在购物中心（Promenades Cathédrale）上面的教堂；另一个重要的教堂是圣雅各联合教会以及圣公会圣雅各教堂（St. James the Apostle Anglican Church）。 
在圣凯瑟琳街东段，圣Hubert街和帕皮诺街之间，地铁波特站附近，是蒙特利尔的同志村。